# راکیتوفکا
راکیتوفکا (انگلیسی: Rakitovka) یک شهرک در شهرستان کارماسکالینسکی استان باشقیرستان کشور روسیه است.